# Przeciwko bogom
Przeciwko bogom – polski film psychologiczny z 1961 roku.

## Główne role
- Stanisław Zaczyk – kapitan Karol Doroń
- Mariusz Dmochowski – Piotr Doroń, brat Karola
- Ewa Berger-Jankowska – Maria Doroń, żona Karola
- Stanisław Wyszyński – Jędrek
- Józef Kostecki – pułkownik
- Ignacy Machowski – major
- Jadwiga Skupnik – piosenkarka, dziewczyna Jędrka
- Henryk Bąk – doktor Bida
- Tadeusz Białoszczyński – lekarz wojskowy
- Tadeusz Kosudarski – pilot Zalewski

## Fabuła
Kapitan Doroń podczas awarii swojego samolotu, katapultuje się, by ratować siebie, a maszyna wpada do morza. Wśród jego przełożonych zostaje to uznane jako oznaka tchórzostwa. Kapitan otrzymuje dożywotni zakaz pilotowania. Dopiero dowódca daje mu szansę na rehabilitację.